# Lauritzenia insignis
Lauritzenia insignis är en kvalsterart som först beskrevs av Balogh och Sandór Mahunka 1966.  Lauritzenia insignis ingår i släktet Lauritzenia och familjen Haplozetidae. Inga underarter finns listade i Catalogue of Life.